# Riese (webserie)
Riese (Riese: Kingdom Falling) è una webserie steampunk statunitense trasmessa sul sito di Syfy dal 26 ottobre al 23 novembre 2010.
In Italia è andata in onda sul sito di Steel a partire dal 29 marzo 2011.

## Trama
Riese è una principessa del Regno di Eleysia, spodestata dal suo trono e perseguitata da uno spietato gruppo religioso denominato "La Setta", che crede che la fine del mondo sia vicina e convinto che l'unica strada verso la salvezza sia l'eliminazione di tutti coloro che rifiutano di seguire il loro percorso. La Setta attua un colpo di stato, uccidendo i legittimi governanti di Eleysia, e favorendo la presa del potere da parte della malvagia imperatrice Amara, che dichiara Riese come traditrice. Riese si ritrova quindi a dover sfuggire dai suoi nemici, contando solo sulle sue forze e le sue abilità, oltre che sull'aiuto del suo fedele amico lupo Fenrir.

## Personaggi e interpreti
- Riese, interpretata da Christine Chatelain e doppiata da Francesca Manicone: figlia dell'imperatrice Kara e di Re Ulric di Eleysia, costretta a fuggire dopo lo spodestamento di Amara e dalla Setta, che ha ucciso i genitori per attuare un colpo di stato.
- Fenrir: fedele amico di Riese, ex guardia imperiale.
- Imperatrice Amara, interpretata da Sharon Taylor e doppiata da Rachele Paolelli: Malvagia imperatrice che spodesta Riese, manipolata dal gruppo religioso "La Setta".
- Herrick, interpretato da Ben Cotton e doppiato da Sandro Acerbo: membro anziano della Setta che guida la caccia a Riese.
- Trennan, interpretato da Patrick Gilmore e doppiato da Edoardo Stoppacciaro: assistente di Herrick, fa anche da collegamento tra la Setta e l'imperatrice Amara.
- Rand, interpretato da Ryan Robbins e doppiato da Daniele Raffaeli: leader della resistenza.
- Garin, interpretato da Alessandro Juliani e doppiato da Davide Lepore: comandante tattico della Resistenza.
- Aliza, interpretata da Emilie Ullerup: secondo in comando dopo Rand e generale della forza armata della Resistenza.
- Marlise, interpretata da Allison Mack e doppiata da Alessia Amendola: ambiziosa, sadica e manipolatrice membro della Setta.
- Narratrice: Amanda Tapping, doppiata da Rossella Acerbo.

## Webisodi
| nº | Titolo originale | Titolo italiano    | Prima trasmissione USA | Prima trasmissione Italia |
| -- | ---------------- | ------------------ | ---------------------- | ------------------------- |
| 1  | The Hunt         | La caccia          | 26 ottobre 2010        | 29 marzo 2011             |
| 2  | Bind             | Frammenti          | 27 ottobre 2010        | 31 marzo 2011             |
| 3  | Fragments        | I bambini          | 2 novembre 2010        | 5 aprile 2011             |
| 4  | Spares           | I figli di Helmkin | 3 novembre 2010        | 7 aprile 2011             |
| 5  | Dawn             | L'alba             | 8 novembre 2010        | 12 aprile 2011            |
| 6  | Beast            | La belva           | 10 novembre 2010       | 14 aprile 2011            |
| 7  | Prey             | La preda           | 11 novembre 2010       | 19 aprile 2011            |
| 8  | Indoctrination   | Indottrinamento    | 16 novembre 2010       | 21 aprile 2011            |
| 9  | Retribution      | La ricompensa      | 23 novembre 2010       | 26 aprile 2011            |
| 10 | Reunion          | Conclusione        | 23 novembre 2010       | 28 aprile 2011            |